# Xã Perry, Quận Monroe, Indiana
Xã Perry (tiếng Anh: Perry Township) là một xã thuộc quận Monroe, tiểu bang Indiana, Hoa Kỳ. Năm 2010, dân số của xã này là 50.673 người.